# Rosario Gálvez
María del Rosario Virginia Doblado y Gálvez (Ciudad de México, 15 de octubre de 1925-17 de septiembre de 2015) fue una actriz mexicana. 

## Biografía y carrera
María del Rosario Virginia Doblado y Gálvez nació el 15 de octubre de 1925 en Ciudad de México.
Gálvez se dio a conocer durante la década de 1950 al actuar en varias películas como Salón de belleza, Cuando me vaya, Para siempre, entre otras. En la década de 1960, actuó en varias películas como El correo del norte, La máscara de la muerte, Los cuatro Juanes, etc. En 1965 actuó en su primera telenovela: El abismo. En la década de 1970, actuó en las películas Cristo 70 y Mamá Dolores, al igual que en telenovelas como Ven conmigo, Doménica Montero, etc.
Durante la década de 1980, actuó en varias telenovelas como Bodas de odio, Victoria, entre otras. Durante la década de 1990 actuó en las telenovelas Prisionera de amor, Mi pequeña traviesa, entre otras y en 1997 volvió a actuar en cine en la película Reclusorio. Su última actuación fue en 2000 en un episodio de la serie de televisión Mujer, casos de la vida real. Ese mismo año, Rosario Gálvez escribió un libro acerca de su niñez y su matrimonio con el actor y cantante Luis Aguilar, quien murió en 1997, la idea de escribir dicho libro, ¿Cuentas de un rosario?, fue la muerte de su marido la cual fue muy dolorosa para ella. Rosario llevaba ya varios años retirada de la actuación. Falleció en la Ciudad de México a los 88 años de edad por neumonía. Fue cremada y sus cenizas junto con las de su esposo están al cuidado de su hijo.

## Filmografía

### Películas
- Sentenciado a muerte (1951)
- Salón de belleza (1951) .... Elvira
- Amor, qué malo eres! (1953)
- ¿Mujer... o fiera? (1954)
- Maldita ciudad (un drama cómico) (1954)
- La entrega (1954) .... Amiga de Julia
- El joven Juárez (1954)
- Cuando me vaya (1954)[3]
- La culpa de los hombres (1955)
- Para siempre (1955) .... Susi
- La gaviota (1955) .... Leonor
- Los paquetes de Paquita (1955)
- La Diana cazadora (1957)
- Sabrás que te quiero (1958)
- Mi niño, mi caballo y yo (1959)
- Flor de canela (1959)
- Ando volando bajo (1959)
- El correo del norte (1960)
- Tres tristes tigres (1961)
- La máscara de la muerte (1961)
- Atrás de las nubes (1962) .... Mujer casada
- La trampa mortal (1962)
- El comandante Furia (1966)
- Los cuatro Juanes (1966) .... Sabina
- La puerta y la mujer del carnicero (1968) .... Invitada en la fiesta (segmento "La puerta")
- La marcha de Zacatecas (1969)
- Cristo 70 (1970)
- Mamá Dolores (1971)
- Reclusorio (1997) .... Juez (segmento "Eutanasia o asesinato")

### Telenovelas
- Abismo (1965) .... Esther
- La búsqueda (1966)
- La tormenta (1967) .... Carmen Serdán
- Deborah (1967)
- Pequeñeces (1971) .... Isabel
- El carruaje (1972) .... Rosalía Cano
- Extraño en su pueblo (1973-1974) .... Irene
- Ven conmigo (1975-1976) .... Laura
- Doménica Montero (1978) .... Angélica
- Vamos juntos (1979-1980) .... Catalina
- Cancionera (1980) .... Amparo
- La búsqueda (1982)
- Bodas de odio (1983-1984) .... Paula de Mendoza
- Cicatrices del alma (1986-1987) .... Pastora
- Yesenia (1987) .... Amparo
- Victoria (1987-1988) .... Sofía Williams y Montero
- Un rostro en mi pasado (1989-1990) .... Pacita
- Atrapada (1991-1992) .... Tomasa
- La sonrisa del diablo (1992) .... Lena San Román
- Tenías que ser tú (1992-1993) .... Fernanda
- Prisionera de amor (1994) .... Eugenia
- Bajo un mismo rostro (1995) .... Luciana de Gorostiaga
- Mi pequeña traviesa (1997-1998) .... Sofía

### Series de televisión
- Mujer, casos de la vida real (5 episodios, 1997-2000).

## Reconocimientos

### Premios TVyNovelas
| Año  | Categoría            | Telenovela    | Resultado |
| ---- | -------------------- | ------------- | --------- |
| 1984 | Mejor villana        | Bodas de odio | Nominada  |
| 1988 | Mejor primera actriz | Victoria      | Ganadora  |